# FOLFOX
FOLFOX — это общепринятый в онкологии акроним для одного из режимов химиотерапии, применяемых при лечении колоректального рака.
Режим FOLFOX состоит из:
- Фолиниевой кислоты в виде фолината кальция (лейковорина) — (FOL)inic acid, calcium salt;
- Фторурацила — (F)luorouracil;
- Оксалиплатина — (OX)aliplatin.[1]

## Режим FOLFOX4
Адъювантное лечение для пациентов с III стадией колоректального рака рекомендуется на протяжении 12 циклов, каждые 2 недели. Рекомендуемые дозы, вводимые с интервалом 2 недели, приводятся ниже:
День 1: Оксалиплатин 85 мг/м2 внутривенно в 250—500 мл 5 % раствора глюкозы плюс лейковорин 200 мг/м2 внутривенно, также на 5 % растворе глюкозы, одновременно, в течение 120 минут, в разных банках, соединённых Y-образным разветвителем, затем 5-фторурацил 400 мг/м2 внутривенно болюсно в течение 2—4 минут, затем 5—фторурацил 600 мг/м2 внутривенно в 500 мл 5 % раствора глюкозы в виде непрерывной продлённой инфузии в течение 22 часов.
День 2: Лейковорин 200 мг/м2 в 5 % растворе глюкозы внутривенно инфузионно в течение 120 минут, затем 5—фторурацил 400 мг/м2 внутривенно болюсно в течение 2—4 минут, затем 5—фторурацил 600 мг/м2 в 500 мл 5 % глюкозы в виде непрерывной продлённой инфузии в течение 22 часов.
| Режим FOLFOX4                                 | Режим FOLFOX4 | Режим FOLFOX4                                          | Режим FOLFOX4                                    | Режим FOLFOX4 |
| Лекарство                                     | Доза          | Путь введения                                          | Продолжительность введения                       | Дни цикла     |
| --------------------------------------------- | ------------- | ------------------------------------------------------ | ------------------------------------------------ | ------------- |
| Оксалиплатин — (OX)aliplatin                  | 85 мг/м2      | Внутривенная инфузия в 250—500 мл 5 % раствора глюкозы | 2 часа                                           | День 1        |
| Кальция фолинат (лейковорин) — (FOL)inic acid | 200 мг/м2     | Внутривенная инфузия в 250—500 мл 5 % раствора глюкозы | 2 часа, в 1-й день одновременно с оксалиплатином | Дни 1, 2      |
| Фторурацил — (F)luorouracil                   | 400 мг/м2     | Внутривенно болюсно                                    | 2—4 минуты                                       | Дни 1, 2      |
| Фторурацил                                    | 600 мг/м2     | Внутривенная инфузия в 250—500 мл 5 % раствора глюкозы | 22 часа                                          | Дни 1, 2      |

Рекомендуется премедикация противорвотными препаратами, в частности 5-HT3 блокаторами, такими, как ондансетрон, в комбинации с дексаметазоном или метилпреднизолоном.